# 尹必鏞
尹必鏞（韓語：윤필용，1927年3月10日—2010年7月24日）是大韩民国军人兼政治家出身的国营企业家。本贯是坡平尹氏，出生于庆尚北道清道郡。他曾参加朝鲜战争和越南战争，是全斗焕等人所属的一心会支持者。然后因尹必鏞事件入狱2年，新军部掌权后担任韩国道路公社社长、韩国香烟人参公社理事长等。

## 教育
- 大邱高中毕业
- 大韩民国陆军士官学校8期
- 韩国陆军步兵学校毕业
- 大韩民国陆军高级副官学院毕业
- 韩国陆军装甲学校毕业
- 韩国陆军炮兵学校毕业
- 韩国陆军大学毕业

## 生平
- 1961建国最高委员会副秘书长
- 1962团长
- 1963年任陆军总部管理参谋部分析处处长
- 1965 陆军反情报指挥官
- 1965年参加越南战争
- 1968年任陆军首都机械化步兵师师长
- 1969年任任忠植大将（时任韩国第17任国防部长）秘书处特别助理
- 1970年任丁來赫将军（时任韩国第18任国防部长）秘书处特别助理
- 1970任陆军首都警备司令部第三代司令
- 1973年因与业务有关的贪污罪被捕（8项罪名被判入狱15年，罚款2000万韩元，罚款590万韩元）
- 1973年被迫辞去陆军少将职务
- 1975 缓刑释放
- 1976年特赦
- 1980 韩国高速公路公社第4任社长
- 1982 韩美友好协会会长
- 1987 韩国专卖公社会长
- 1989 韩国烟草人参公社会长
- 1995自由民主联合常务顾问、党委委员（1995年6月）
- 1995年退出自由民主联合（1995年8月）

## 荣誉
韩国
- 乙支勋章

海外
- 南越一级陆军勋章
- 泰国二等军功勋章
- 中華民國银牌

## 相关影视作品
- 闵智焕(第四共和国) -文化广播剧
- 闵智焕(第五共和国) -文化广播剧
- 朴雄( Koreagate ) -首尔广播系统电视剧

## 关联条目
- 全斗焕
- 卢泰愚
- 越南战争

| 官衔          | 官衔                     | 官衔          |
| ------------- | ------------------------ | ------------- |
| 前任： 崔宇根 | 陆军首都警备司令部司令官 | 繼任： 陈锺埰 |